# علم جزر فارو

علم جزر فارو

أعتمد علم جزر فارو رسميا في 23 آذار - مارس من سنة 1948 ويتكون العلم الفاروي من ثلاثة ألوان هي الأبيض، الأحمر والأزرق.